# Зедорф (Лауэнбург)
Зедорф (нем. Seedorf) — община в Германии, районный центр, расположен в земле Шлезвиг-Гольштейн.
Входит в состав района Герцогство Лауэнбург. Подчиняется управлению Лауэнбургише-Зен. Население составляет 519 человек (на 31 декабря 2010 года). Занимает площадь 27,89 км².